# Salix tengchongensis
Salix tengchongensis är en videväxtart som beskrevs av C.F. Fang. Salix tengchongensis ingår i släktet viden, och familjen videväxter. Inga underarter finns listade i Catalogue of Life.